# Ovipennis binghami
Ovipennis binghami är en fjärilsart som beskrevs av George Francis Hampson 1903. Ovipennis binghami ingår i släktet Ovipennis och familjen björnspinnare. Inga underarter finns listade i Catalogue of Life.